# Lisa Hannigan

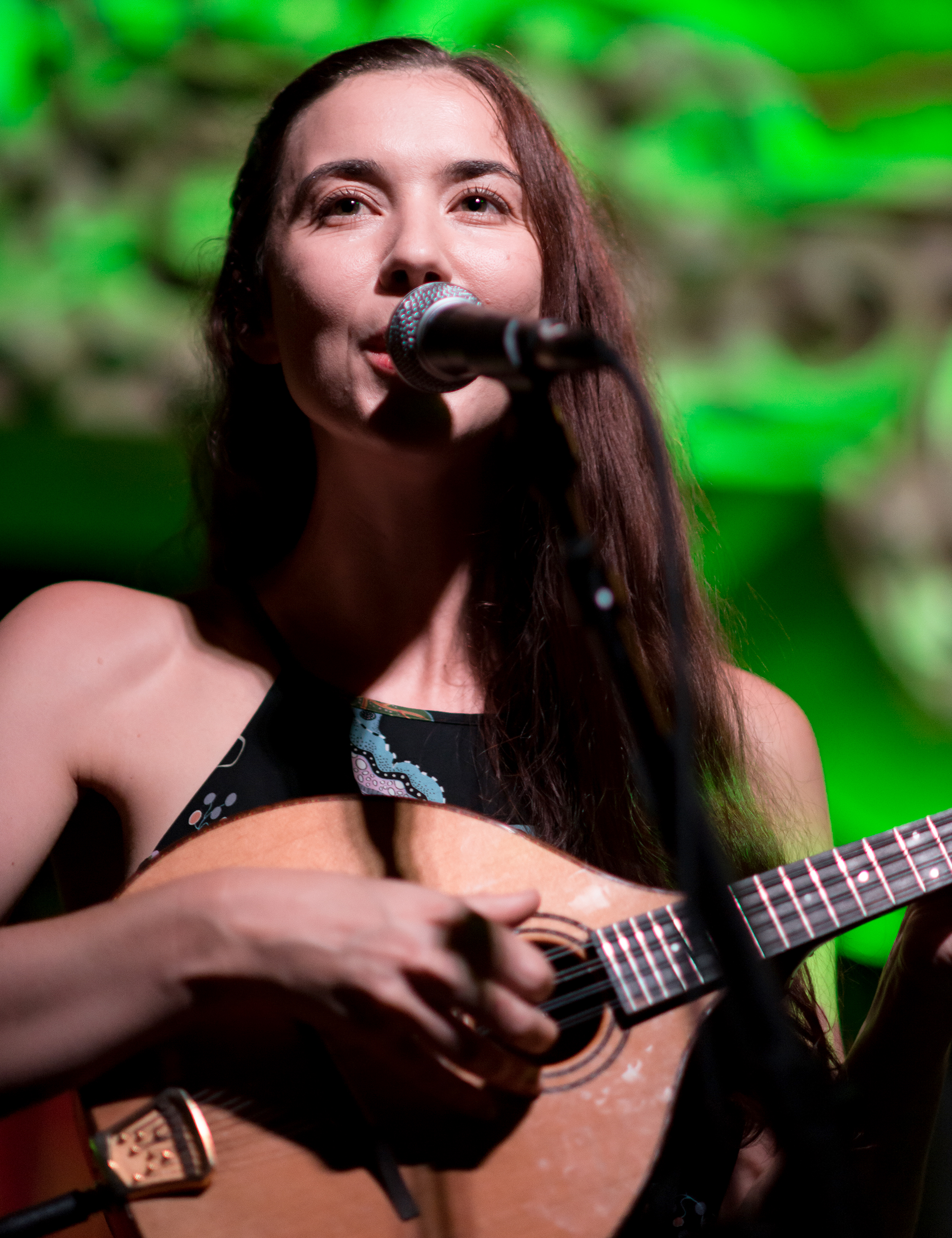
Lisa Hannigan (2017)

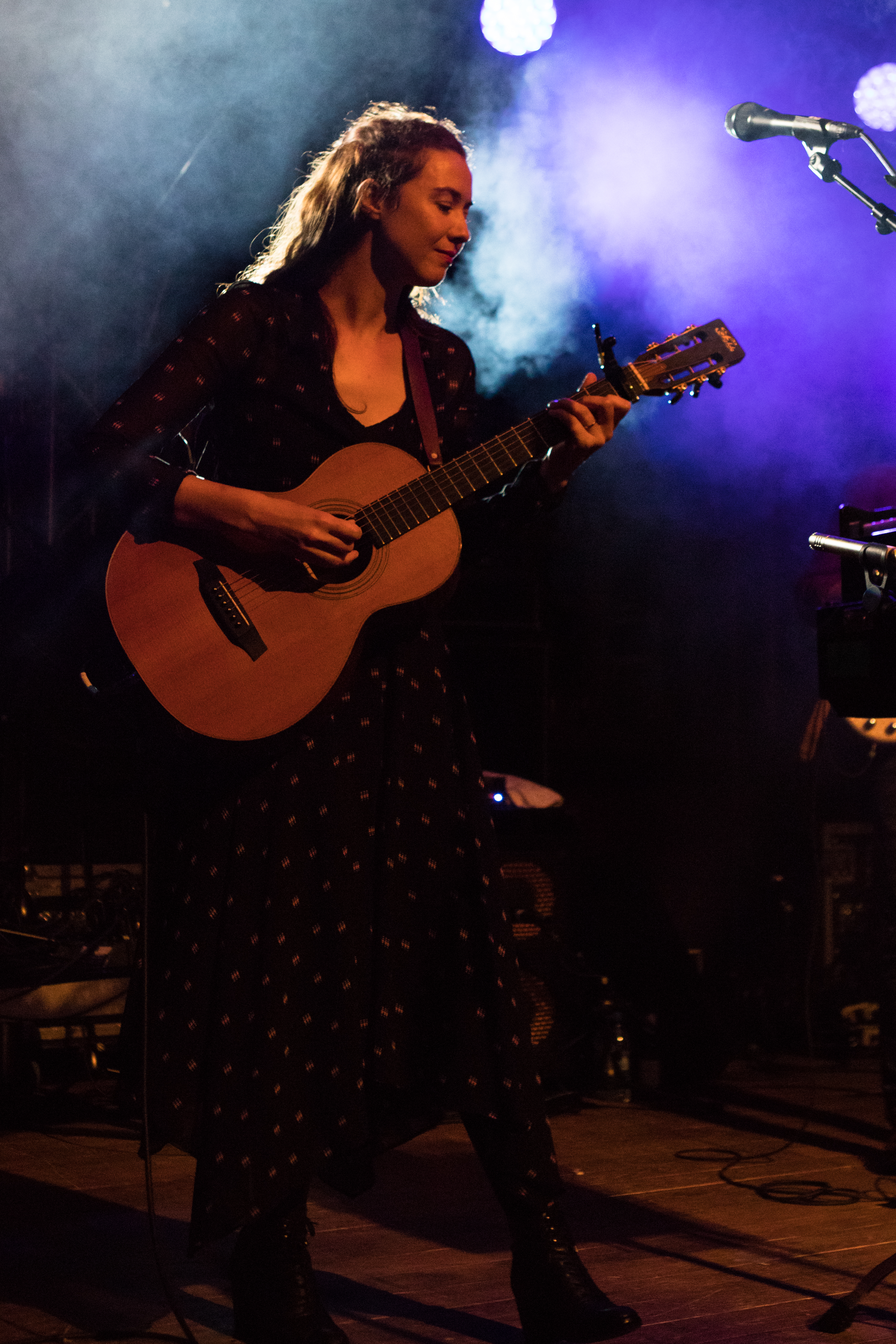
Lisa Hannigan, Haldern Pop Festival (2017)

Lisa Hannigan (* 12. Februar 1981) ist eine irische Musikerin.

## Biografie
Hannigan war lange Jahre Begleiterin ihres Landsmanns Damien Rice und war vom Debütalbum O (2002) bis zum Album 9 (2006) die weibliche Stimme in Rices Musik.
Nach der Trennung am 26. März 2007 machte Hannigan sich selbständig und arbeitete an eigenen Songs, die sie über MySpace veröffentlichte, und an ihrem Debütalbum. Im Jahr darauf ging sie im Vorprogramm von Jason Mraz bei dessen Auftritten in Kanada auf Tour, bevor sie im September 2008 in ihrer Heimat ihr Debütalbum Sea Sew veröffentlichte. Es erreichte auf Anhieb die Top 3 der irischen Charts und wurde mit Platin ausgezeichnet. Im Jahr darauf erschien das Album auch in Großbritannien und den Vereinigten Staaten und konnte sich auch dort in den Hitparaden platzieren.
Für den Animationsfilm Die Melodie des Meeres (Song of the Sea) sprach sie die Rolle der Bronach. Zudem spricht sie den Charakter Blue Diamond in der Zeichentricksendung Steven Universe.

## Filmografie
- 2014: Die Melodie des Meeres (Song of the Sea)

## Diskografie

### Alben
| Jahr | Titel          | Höchstplatzierung, Gesamtwochen, AuszeichnungChartplatzierungen (Jahr, Titel, Platzierungen, Wochen, Auszeichnungen, Anmerkungen) | Höchstplatzierung, Gesamtwochen, AuszeichnungChartplatzierungen (Jahr, Titel, Platzierungen, Wochen, Auszeichnungen, Anmerkungen) | Höchstplatzierung, Gesamtwochen, AuszeichnungChartplatzierungen (Jahr, Titel, Platzierungen, Wochen, Auszeichnungen, Anmerkungen) | Höchstplatzierung, Gesamtwochen, AuszeichnungChartplatzierungen (Jahr, Titel, Platzierungen, Wochen, Auszeichnungen, Anmerkungen) | Anmerkungen |
| Jahr | Titel          | CH | UK | US | IE | Anmerkungen |
| ---- | -------------- | --- | --- | --- | --- | --- |
| 2008 | Sea Sew        | — | UK58 (2 Wo.)UK | US135 (1 Wo.)US | IE3 Platin · (48 Wo.)IE | Erstveröffentlichung: 12. September 2008                                                                                        |
| 2011 | Passenger      | — | UK51 (1 Wo.)UK | — | IE1 (34 Wo.)IE | Erstveröffentlichung: 20. September 2011                                                                                        |
| 2016 | At Swim        | CH72 (1 Wo.)CH | UK24 (1 Wo.)UK | — | IE1 (14 Wo.)IE | Erstveröffentlichung: 19. August 2016                                                                                           |
| 2019 | Live in Dublin | — | — | — | IE66 (1 Wo.)IE | Erstveröffentlichung: 31. Mai 2019; aufgenommen im Oktober 2018 in der National Concert Hall in Dublin Lisa Hannigan & Stargaze |

### Singles
| Jahr | Titel Album      | Höchstplatzierung, Gesamtwochen, AuszeichnungChartplatzierungen (Jahr, Titel, Album, Platzierungen, Wochen, Auszeichnungen, Anmerkungen) | Höchstplatzierung, Gesamtwochen, AuszeichnungChartplatzierungen (Jahr, Titel, Album, Platzierungen, Wochen, Auszeichnungen, Anmerkungen) | Anmerkungen                                                                     |
| Jahr | Titel Album      | UK | IE | Anmerkungen                                                                     |
| ---- | ---------------- | --- | --- | ------------------------------------------------------------------------------- |
| 2005 | Unplayed Piano – | UK24 (4 Wo.)UK | IE4 (15 Wo.)IE | Damien Rice & Lisa Hannigan feat. Vyvienne Long, Tom Osander & Shane Fitzsimons |

Weitere Singles
- Lille (2008)
- I Don’t Know (2009)
- An Ocean and a Rock (2009)
- Knots (2011)
- What’ll I Do (2012)
- O Sleep (2012)
- Home (2012)
- Passenger (2012)
- Safe Travels (Don’t Die) (2012)
- Prayer for the Dying (2016)
- Fall (2016)
- Ora (2016)